# Anna Gréki
Colette Grégoire, dite Anna Greki, est une poétesse algérienne d'origine française née à Batna le 14 mars 1931, morte à Alger le 6 janvier 1966.

## Biographie
De son vrai nom Colette Anna Grégoire, Anna Gréki passe son enfance dans le petit village de Menaa, dans les Aurès, où ses parents sont instituteurs (« Tout ce que j'aime et ce que je fais à présent/A des racines là-bas/Au-delà du col du Guerza, à Menaâ (...) »). Elle effectue ses études primaires à Collo, secondaires à Skikda (alors Philippeville) et Annaba (Bône), obtient le baccalauréat à seize ans. Elle poursuit des études de lettres modernes à la Sorbonne. Elle y fait la connaissance de Jean-Claude Melki et se lie avec l'étudiant algérien en histoire et philosophie Ahmed Inal, originaire de Tlemcen, né en 1931 et membre du Parti communiste algérien. Interrompant ses études, elle rentre en 1955 avec lui en Algérie pour participer activement au combat pour l'indépendance et enseigne comme institutrice à Annaba pendant un an puis à Alger.

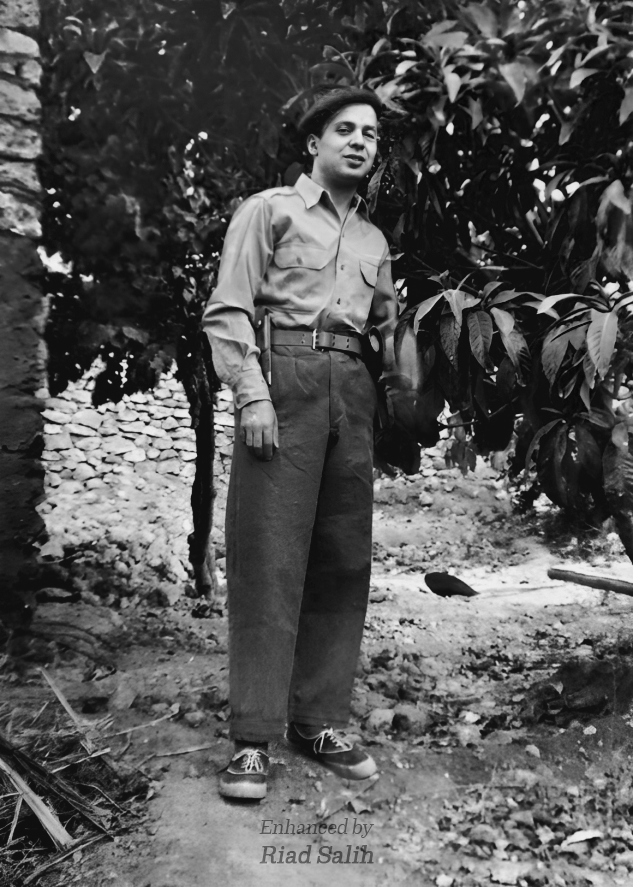
Sid Ahmed Inal au Maquis (Fellagas) 1956.

À Alger, Anna Gréki s'inscrit à l’école d’institutrices où elle est une militante active, logeant avec sa camarade Claudine Lacascade qui partage son engagement dans des chambres de la villa Mireille, dans le haut de Belouizdad (Belcourt), qui sert aux rencontres et à l’hébergement des dirigeants du PCA. Sid Ahmed Inal est nommé professeur à Tlemcen, au collège de Slane (Ibn Khaldoun) puis entre, à 25 ans, dans la clandestinité en avril 1956 et rejoint les maquis de la wilaya V (Oranie) où il devient secrétaire du commandant du secteur de Sebdou. Il est tué par l’armée française le 20 octobre 1956. «Vivant plus que vivant/Au cœur de ma mémoire et de mon cœur...», écrira Anna Gréki dans l'un des poèmes dédiés à sa mémoire.
Repliée en janvier 1957 chez ses parents à Annaba (Bône) après la découverte des activités de la villa Mireille, Anna Gréki est, revenant à Alger, arrêtée le 21 mars 1957 par les parachutistes à la gare, interrogée à la villa Sésini et, après une semaine de torture, internée à la prison Barberousse (Serkadji) d'Alger où elle a pour compagne de cellule Claudine Lacascade. C'est là qu'elle écrit ses premiers poèmes. Elle est ensuite transférée en novembre 1958 au camp de Beni Messous. Expulsée d'Algérie en décembre, elle est institutrice en Avignon de 1959 à 1961, épouse Jean-Claude Melki en 1960 puis gagne Tunis pour se mettre au service du FLN.
Rentrée en Algérie à l'indépendance en 1962, elle signe ses poèmes « Anna Gréki », contraction de son nom « Grégoire » et de celui de son mari « Melki ». Membre de la première Union des écrivains algériens, fondée le 28 octobre 1963, auprès notamment de Mouloud Mammeri, Jean Sénac, Kaddour M'Hamsadji, Mourad Bourboune, Malek Haddad, Assia Djebar et Kateb Yacine, elle s’enthousiasme pour la construction d’une Algérie « démocratique populaire et socialiste », mais déplore rapidement le virage autoritaire du régime. Son recueil Algérie, Capitale Alger, préfacé par Mostefa Lacheraf, est publié à Tunis et Paris en juillet 1963. Certains des poèmes qui le composent, Le camp, El amal, Menaa des Aurès, Avec la rage au cœur, El Houria, L'avenir est pour demain, avaient figuré en juin dans l'anthologie Espoir et Parole qui rassemble des poèmes de l'ensemble des écrivains algériens. Plusieurs de ses textes sont publiés en 1963 et 1964 dans la revue Novembre et dans Révolution africaine, dirigée par Mohammed Harbi. 
Achevant sa licence en 1965, Anna Gréki est professeur de français au lycée Abdelkader d'Alger. Elle prend alors nettement position dans les débats qui sont menés autour des orientations révolutionnaires de la littérature. « On a voulu faire simple pour se mettre à portée du peuple. Le peuple, de la sorte, n'a droit qu'à des poèmes de fête patronale, de sous-préfecture du XIXe siècle français. (...) Le souci du peuple devient rapidement populisme, et donne le jour à une littérature du mépris qui n'a rien à voir avec une littérature populaire, et qui consiste à créer des œuvres mineures pour des hommes considérés comme mineurs », écrit-elle au printemps 1965. Elle prépare simultanément une étude sur les voyages en Orient de Lamartine, Flaubert et Nerval et commence d'écrire un roman. 
Après sa mort brutale le 6 janvier 1966 pendant un accouchement, une plaquette est réalisée à Alger sous le titre Éléments pour un art nouveau par la galerie Pilote que dirige Edmond Charlot à l'occasion d'une exposition du 25 mars au 12 avril de Khadda: elle réunit deux textes, « Un acte de foi », écrit par Anna Gréki en janvier 1965 pour servir de préface à une précédente exposition, et « Pour un dialogue », publié par le peintre dans Révolution africaine en juin 1964. Le 24 juin un hommage à Anna Gréki est organisé par l'Union des écrivains algériens à l'Université d'Alger et une plaquette éditée « avec la participation de : Mouloud Mammeri, Jamel Eddine Bencheikh, Claudine Lacascade, Mohammed Khadda, Jean Sénac ». Un second ensemble de poèmes d'Anna Gréki, Temps forts, sera publié la même année par Présence africaine.
Sous le titre Juste au-dessus du silence sont réédités et traduits en arabe sept des trente-deux poèmes d'Algérie, Capitale Alger et douze poèmes de Temps forts, suivis de plusieurs articles et textes inédits d'Anna Gréki.

## L'œuvre
De 1945 à 1962, la poésie algérienne de langue française se présente « comme une fresque du malheur et de l'expérience tenace », écrit Jean Sénac en 1971 : « arc-boutée aux charniers, prenant son souffle et son visage à partir de 1954 elle allait pendant quelques années mettre le verbe au service de la libération du territoire. Elle fut, pendant cette période, à l'image de notre combat, une insurrection de l'esprit ». 
Dans son évocation de cette première génération d'écrivains, à laquelle il appartient lui-même, Sénac place Anna Gréki aux côtés de « Jean Amrouche, Mohammed Dib, Kateb Yacine, Mostefa Lacheraf, Henri Kréa, Nordine Tidafi, Bachir Hadj Ali, Ismaël Aït Djafer, Messaour Boulanouar, Nourredine Aba, Boualem Khalfa, Malek Haddad, Djamel Amrani ». À travers leurs poèmes, ajoute-t-il, « c'est tout un peuple qui dénonçait, répertoriait l'horreur, revendiquait et dressait dans la nuit le fanal de nos certitudes » : ils « témoignent de la plus haute façon pour une époque tragique et glorieuse de notre histoire ». 
Esquissant durant la décennie suivante dans Les Mots migrateurs le parcours historique de cette poésie algérienne de langue française, Tahar Djaout, qui précise que Jean Amrouche pourrait constituer à lui seul une « génération » antérieure, réunit ensuite, pour celle « des poètes nés autour des années 20 ou 30 », les mêmes noms, dont celui d'Anna Gréki.
L'importance des deux recueils écrits par Anna Gréki en moins d'une décennie de sa courte vie s'est trouvée ainsi régulièrement reconnue. Dans sa préface, datée du 10 août 1962, pour le premier, Algérie, Capitale Alger, Mostefa Lacheraf a d'emblée caractérisé l'originalité de son écriture.
« Poésie du souvenir, mais non de la nostalgie doucereuse, de la tendresse forte et saine, de la colère qui stimule », telle lui apparaît l'œuvre d'Anna Gréki, « qui a connu la torture, la prison et reste cependant vibrante d'amitié, d'espoir ». Elle s'inscrit selon lui dans « la poésie écrite par des militants, des patriotes, où le contrepoint mélodique exprime à parts égales la sensibilité liée au sol natal, au monde fraternel des hommes, et les préoccupations de la lutte qui est synonyme de souffrances communes, de révolution, de triomphe ».

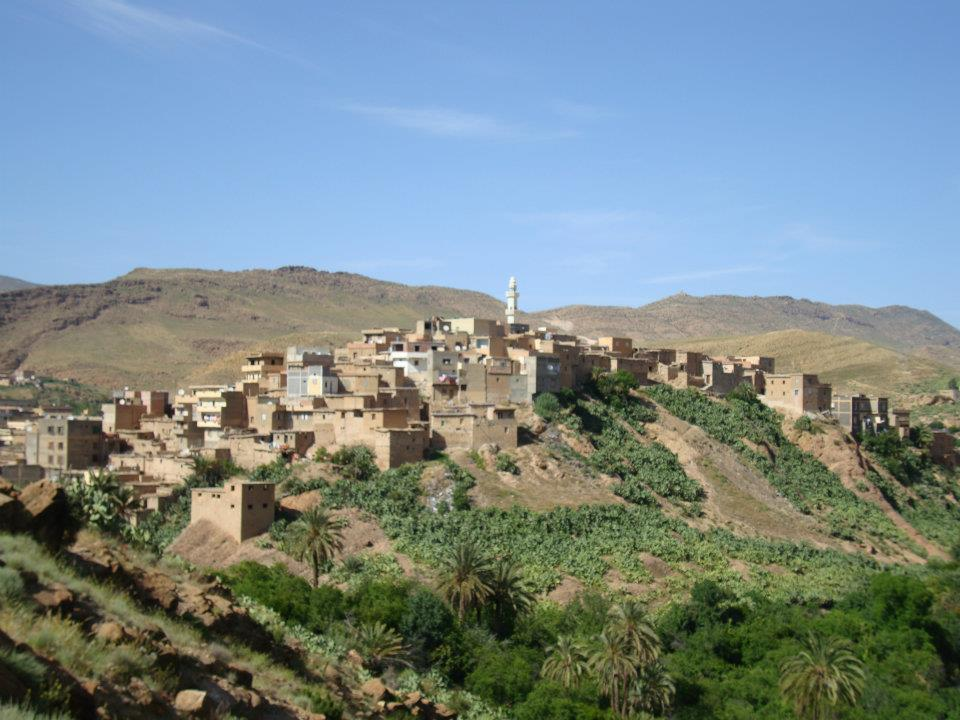
« C'était dans les Aurés / À Menaâ / Commune mixte Arris / Comme on dit dans la presse / Mon enfance et les délices... » (Anna Gréki).

Pour Lacheraf les catégories qui concourent à son expression sont « l'enfance aurésienne », le souvenir des « premiers éveil politiques à Bône et ailleurs » et « des amitiés militantes », puis « le combat politique, la détention et par-dessus tout cela, cette colère inextinguible, faite de soif de vivre, d'exigence ». « Puissante sans être massive ni solennelle ou verbeuse » elle n'est pas « passion négative » mais « porteuse d'espoir », animée par « la raison de vivre et de transformer le monde ». « Comme un grondement » l'accompagne « la rage d'aimer ». Nombre d'évocations d'« un sensualisme pur et sain » sont ainsi dans la poésie d'Anna Gréki « liées au goût de la vie, aux désirs du jeune âge qui colorent d'une note juste le monde familier ou le monde auquel on aspire ».

## Éléments de bibliographie

### Ouvrages

#### Poésie
- Algérie, Capitale Alger, texte original et traduction en arabe par Tahar Cheriaa, préface de Mostefa Lacheraf, frontispice de Edgar Naccache, Société nationale d'éditions et de diffusion, Tunis, et Pierre Jean Oswald, Paris, 1963 [98 pages en français et 146 pages en arabe].
- Temps forts, Présence africaine, Paris, 1966, 110 p. (publication posthume)
- (en) The streets of Algiers and other poems, poems by Anna Gréki translated by Souheila Haïmiche ans Cristina Viti, Smokestack Books, Ripon, Yorkshire du Nord, 2020.
- Juste au-dessus du silence, avec une traduction en arabe par Lamis Saïdi, préface de Lamis Saïdi, Marseille, Terrasses éditions, 2020, 196 p.

#### Essai
- Anna Gréki, « Un acte de foi », dans Anna Gréki et Mohammed Khadda, Éléments pour un art nouveau, Galerie Pilote (Edmond Charlot), Alger, 1966, p.1-8. Repris (hormis les quinze dernières lignes) dans Exposition rétrospective Mohammed Khadda [textes de Anna Gréki (1965), Malek Alloula (1967), M. I. Abdoun (1971), Michel-Georges Bernard (1980), Jean Sénac (1964), Bachir Hadj Ali (1983), Naget Belkaïd (1974) et Rachid Boudjedra (1983)], p. 6-11.
- Anna Gréki et Mohammed Khadda, Souvenirs dans le vertige, présentation de Naget Khadda, El kalima éditions, collection Petits inédits maghrébins, Alger, 2018.

#### Dans journaux et revues
- « Poèmes des prisons », dans Les Temps modernes, n° 169-170, Paris, avril-mai 1960.
- « Les damnés de la terre » (sur la mort de Frantz Fanon), dans Jeune Afrique, 13-19 décembre 1961, p. 24-25.  Réédité dans Juste au-dessus du silence, avec une traduction en arabe par Lamis Saïdi, préface de Lamis Saïdi, Marseille, Terrasses éditions, 2020, p. 151-159.
- « Mouloud Feraoun », dans Jeune Afrique, 19 mars 1962 [Anna Gréki interviewée sur Feraoun].
- « Le neveu du cheikh », dans Révolution africaine, n° 48, Alger, décembre 1963 [texte sur la culture]. Réédité dans Juste au-dessus du silence, avec une traduction en arabe par Lamis Saïdi, préface de Lamis Saïdi, Marseille, Terrasses éditions, 2020, p. 135-148.
- « À ceux qui se sentiront concernés », dans Révolution africaine, n° 56, Alger, 22 février 1964.
- « Pour un monde humain », dans Révolution africaine, n° 63, Alger, 11 avril 1964.
- « Les bons usages d'un bureaucrate », dans Novembre, n° 1, Alger, avril-mai 1964, pp. 100-101.
- « Menaa », dans Alger républicain, Alger, 7 mai 1965.
- « Théories, prétextes et réalités », dans Présence africaine, no 58, 1966, pp. 194-203 [texte écrit au printemps 1965, réflexion critique sur la littérature algérienne d'expression française]. Réédité dans Juste au-dessus du silence, avec une traduction en arabe par Lamis Saïdi, préface de Lamis Saïdi, Marseille, Terrasses éditions, 2020, p. 99-120.
- « La poésie remet les choses en place » et « J'écris pour nous », dans Hommage à Anna Gréki, Alger, 1966, pp. 11-14. Réédité dans Juste au-dessus du silence, avec une traduction en arabe par Lamis Saïdi, préface de Lamis Saïdi, Marseille, Terrasses éditions, 2020, p. 161-186.
- « Nationalité algérienne (document) ; Lucien Hanoun, Francine Serfati, André Bekkouche, Anna Gréki, Jean-Claude Melki, Claude Sixou, (parmi les signataires) », dans Algérie, espoirs et réalités, Les Temps modernes, n° 432-433, Paris, juillet-août 1982, pp. 294-299. Réédité sous le titre « Sur le code de nationalité » dans Juste au-dessus du silence, avec une traduction en arabe par Lamis Saïdi, préface de Lamis Saïdi, Marseille, Terrasses éditions, 2020, p. 123-133.

### Anthologies
- Denise Barrat, Espoir et parole, poèmes algériens recueillis par Denise Barrat, dessins de Abdallah Benanteur, Paris, Pierre Seghers, 1963 [Le Camp (p. 123-124), El amal (p. 136-137), Menaa des Aurès (p. 152-155), Avec la rage au cœur (p. 162-164) et L'avenir est pour demain (p. 205-207), écrits en 1958 « à la prison civile de Barberousse » ; El Houria(p. 198-199), écrit en juillet 1962]. Réédition : Paris, Le Lierre et Coudrier, 1992.
- Albert Memmi, Anthologie des écrivains maghrébins d’expression française, Paris, Présence africaine, 1965, 299 p.
- Jacqueline Lévi-Valensi et Jamel Eddine Bencheikh, Diwan algérien, La poésie algérienne d'expression française de 1945 à 1965, Centre Pédagogique Maghribin, 1967, p. 86-101 [« Avec la rage au cœur », « L'avenir est pour demain », « Bonheurs interdits », « Tu es présent », « Ici et là », « Soleil de novembre », « Jamais seul » et « Avant ton éveil », p. 92-101, poèmes extraits de Algérie, Capitale Alger, 1963].
- Poésie résistance, Centre culturel du FLN, Blida, avril 1974, plaquette ronéotée.
- Christiane Achour, Anthologie de la littérature algérienne de langue française, Entreprise Algérienne de Presse, Alger et Bordas, Paris, 1990  (ISBN 2-04-019906-3).
- Des Chèvres noires dans un champ de neige ? 30 poètes et 4 peintres algériens, Bacchanales no 32, Saint-Martin-d'Hères, Maison de la poésie Rhône-Alpes - Paris, Marsa éditions, 2003 ; Des chèvres noires dans un champ de neige ? (Anthologie de la poésie algérienne contemporaine), édition enrichie, Bacchanales, no 52, Saint-Martin-d'Hères, Maison de la poésie Rhône-Alpes, 2014.
- Ali El Hadj Tahar, Encyclopédie de la poésie algérienne de langue française, 1930-2008 (en deux tomes), Alger, Éditions Dalimen, 2009, 956 pages  (ISBN 978-9961-759-79-0)
- Une anthologie des poésies arabes, images de Rachid Koraïchi, (poèmes choisis par Farouk Mardam-Bey  et Waciny Laredj, calligraphies d'Abdallah Akkar et Ghani Alani), Paris, Éditions Thierry Magnier, 2014 [poème: Les rues d'Alger]  (ISBN 978-2-36474-536-0)

### Sur Anna Gréki

#### Monographie
- Abderrahmane Djelfaoui, Anna Gréki, Les mots d’amour, les mots de guerre, couverture de Denis Martinez, Alger, Casbah-Editions, 2016.

#### Étude universitaire
- Aziza Lounis, La Poésie d'Anna Gréki d'après "Algérie, Capitale Alger", mémoire, Faculté des lettres, Bordeaux, 1971.

#### Hommages
- Hommage à Anna Gréki, « avec la participation de : Mouloud Mammeri, Jamel Eddine Bencheikh, Claudine Lacascade, Mohammed Khadda, Jean Sénac, Alger, SNED, 1966, 39 pages dont 30 en français et 9 en arabe, textes inédits et traductions arabes de Jamel Eddine Bencheikh. Réédité dans Juste au-dessus du silence, avec une traduction en arabe par Lamis Saïdi, préface de Lamis Saïdi, Terrasses éditions, 2020, p. 161-186.
- Tahar Cheria, dans L'Action, Tunis, 13 janvier 1966.
- Nadia Guendouz, « poème », dans Révolution africaine, n° 155, Alger, 15 janvier 1966.
- Djamel Amrani, « Midi le noir », dans Révolution africaine, n° 155, Alger, 15 janvier 1966.
- Jamel Eddine Bencheikh, « Anna Gréki n'est plus », dans Révolution africaine, n° 155, Alger, 15 janvier 1966.
- Jacqueline Arnaud, « Anna Gréki, poète révolutionnaire », dans L'Algérien en Europe, n° 7, Paris, 16 janvier 1966.
- Denise Barrat, dans bulletin France-Algérie, n° 9, Paris, février-mars 1966.
- Djamel Amrani, dans Révolution africaine, n° 204, Alger, 6 janvier 1967.
- Djamel Amrani, « Il y a quatre ans Anna Gréki nous quittait », dans Révolution africaine, n° 307, Alger, 10 janvier 1970. Repris dans La République, Alger, 17 janvier 1970
- K. Behidji, « En souvenir d'Anna Gréki », dans Algérie-Actualité, n° 325, Alger, 9 janvier 1972.
- Djamel Amrani, « Hommage à Anna Gréki », dans Algérie-Actualité, n° 377, Alger, 7 janvier 1973.
- « Hommage à Anna Gréki » (à la salle El Mouggar le 11 janvier 1977, organisé par Djamel Amrani), dans El Moudjahid culturel, n° 226, 19 juin 1977.

#### Ouvrages généraux
- Jean Déjeux, La Littérature algérienne contemporaine, Paris, Presses universitaires de France, coll. « Que sais-je ? », 1975, p. 80-81.
- Ghani Merad, La Littérature algérienne d'expression française, Paris, Pierre Jean Oswald, 1976.
- Jean Déjeux, Littérature maghrébine de langue française, Sherbrooke (Canada), Éditions Naaman, 1973. Réédition : 1978 ; édition revue et corrigée, 1980.
- Jean Déjeux, Bibliographie méthodique et critique de la littérature algérienne de langue française, 1945-1977, Alger, SNED, 1979.
- Jean Déjeux, Situation de la littérature maghrébine de langue française, Approche historique, Approche critique, Bibliographie méthodique des œuvres maghrébines de fiction, 1920-1978, Alger, Office des publications universitaires (OPU), 1982.
- Jean Déjeux, Dictionnaire des auteurs maghrébins de langue française, Karthala, Paris, 1984, p. 117.  (ISBN 2-86537-085-2)
- Assia Djebar, Le Blanc de l'Algérie, A. Michel, 1995. (Pages 173-179 de l'édition de poche) [23]
- Ali El Hadj Tahar, Encyclopédie de la poésie algérienne de langue Française (1930-2008), Alger, impression Diwan, 2009.
- Nadia Bouseloua, Azeddine Guerfi, Rachid Mokhtari, Philippe Thiriez, Aurès, Vivre La Terre Chaouie, Chihab Éditions, Alger, 2011, p. 233  (ISBN 978-9961-63-839-2).